# Jüdischer Friedhof (Braubach)
Der Jüdische Friedhof Braubach ist ein Friedhof in der Stadt Braubach im Rhein-Lahn-Kreis in Rheinland-Pfalz.
Der jüdische Friedhof liegt nordöstlich der Stadt östlich der Emser Straße (= L 327) in einem Hanggelände am Rande der Blei- und Silberhütte. Er ist zugänglich über das Gelände der ehemaligen Blei- und Silberhütte Braubach (heute: Fa. Berzelius Metall GmbH – BSB Recycling GmbH, Braubach). Besucher müssen sich an der Pforte melden.
Auf dem Friedhof, der wohl spätestens im 17. Jahrhundert angelegt und bis zum Jahr 1934 belegt wurde, befinden sich 18 Grabsteine. Einige der noch lesbaren Steine datieren am Anfang des 18. Jahrhunderts. Im Jahr 1990 wurde der Friedhof geschändet.